# Кырлыкское сельское поселение
Кырлыкское се́льское поселе́ние — муниципальное образование в Усть-Канском районе Республики Алтай Российской Федерации.
Административный центр — село Кырлык.

## История
Статус и границы сельского поселения установлены Законом Республики Алтай от 13 января 2005 года № 10-РЗ «Об образовании муниципальных образований, наделении соответствующим статусом и установлении их границ»

## Население
| 2010  | 2011  | 2012  | 2013  | 2014  | 2015 | 2016  |
| ----- | ----- | ----- | ----- | ----- | ---- | ----- |
| 1086  | ↘1084 | ↘1056 | ↘1048 | ↘1018 | ↘999 | ↗1006 |
| 2017  | 2018  | 2019  | 2020  | 2021  |      |       |
| ↗1019 | ↗1045 | ↘1030 | ↘1016 | ↘983  |      |       |

## Состав
| № | Населённый пункт | Тип населённого пункта       | Население |
| - | ---------------- | ---------------------------- | --------- |
| 1 | Кырлык           | село, административный центр | ↘983      |

## Известные уроженцы
- Байрышев, Болот —  певец, сказитель, заслуженный артист Российской Федерации, заслуженный артист Республики Алтай, исполнитель традиционного алтайского горлового пения — кая.